# マリウス・ボルグ・ホイビー
マリウス・ボルグ・ホイビー（ノルウェー語: Marius Borg Høiby、1997年1月13日-）は、ノルウェー王太子妃メッテ＝マリットの長男。
母がノルウェー王太子ホーコンの妃として迎えられると、連れ子として王室入りした。当然ながら王位継承権はなく、王族としての称号を持たない。
モデルのジュリアン・スネッケスタと交際している。
2024年11月、2件の性的暴行の容疑で逮捕された。2025年8月18日、4件のレイプなど計32件の罪で起訴された。